# Giuseppe Pomati
Giuseppe Pomati, detto Emilio (Codogno, 23 luglio 1932 – 1992), è stato un calciatore italiano, di ruolo centrocampista.

## Carriera
Cresciuto nel Codogno (dove per la sua potenza fisica si guadagna il soprannome al barìl, il barile), ha esordito in Serie A con la maglia del Bologna, nella sconfitta interna per 3-0 contro la Fiorentina, il 7 ottobre 1951. In quella stessa stagione partecipa al Torneo di Viareggio, nel quale la formazione rossoblu viene eliminata per mano di First Vienna, Milan e Fiorentina, e viene convocato per un'amichevole con la Nazionale militare, contro la Sanremese.
Il 1º agosto 1952 viene ceduto al Palermo. Nella partita di esordio, contro la Juventus, subisce un serio infortunio che ne compromette la stagione. In rosanero colleziona 8 partite in Serie A, nelle stagioni 1952-1953 e 1953-1954, e 15 con 4 reti nel campionato di Serie B 1954-1955; in questa stagione è protagonista del derby contro il Messina arbitrato da Concetto Lo Bello, nel quale realizza la rete del definitivo 1-1.
Nel 1955, insieme ad altri cinque compagni di squadra, non trova l'accordo economico per il reingaggio con il Palermo, e si trasferisce al Lecco disputando 7 partite nel campionato di Serie C 1955-1956. Rimane sul Lario per tre stagioni, militando in seguito nel Parma, in Serie B, con cui gioca 36 partite mettendo a segno 4 gol, tra cui due reti nel derby contro il Modena.
Nell'ottobre 1959 il Lecco lo cede al Piacenza, in Serie C, squadra con cui conclude la sua carriera professionistica all'inizio del campionato successivo a causa di ripetuti problemi fisici.